# Vavozs
Vavozs (oroszul: Вавож) falu Oroszországban, Udmurtföldön, a Vavozsi járás székhelye.
Lakossága: 5816 fő (a 2010. évi népszámláláskor).
Izsevszktől 95 km-re nyugatra, a Vala és mellékfolyója, az Uva találkozásánál terül el. 

## Története
Az udmurt név a ва ('folyó') és a вож ('torkolat') összetételéből származik. A település valószínűleg a 16. században keletkezett, 1710-ben Vavozs-Mozsga néven bizonyíthatóan már létezett. 1716-ban ötven udmurt lakosa volt.
Első fatemplomát 1754-ben szentelték fel. Miután 1768-ban az épület leégett, két évvel később újra fatemplomot építettek. A 19. század elején kisebb közigazgatási egység (voloszty) székhelye lett. Kőből épült templomát 1835-ben szentelték fel; a szovjet hatalom idején, 1938-ban bezárták. 1929 óta járási székhely.

## Népessége
- 1959-ben 2 702 lakosa volt.
- 1970-ben 3 409 lakosa volt.
- 1979-ben 4 153 lakosa volt.
- 1989-ben 5 085 lakosa volt.
- 2002-ben 5 631 lakosa volt, melynek 48,7%-a orosz, 46,2%-a udmurt, 1,1%-a tatár.
- 2010-ben 5 816 lakosa volt.